# Mathonville
Mathonville är en kommun i departementet Seine-Maritime i regionen Normandie i norra Frankrike. Kommunen ligger i kantonen Saint-Saëns som tillhör arrondissementet Dieppe. År 2022 hade Mathonville 339 invånare.

## Befolkningsutveckling
Antalet invånare i kommunen Mathonville
| Referens: INSEE |